# Кресаловидная привеска
Кресаловидные привески — языческие амулеты эпохи викингов, обнаруживаемые в Скандинавии и Восточной Европе, в частности в Гнёздовских курганах. По внешнему виду амулет напоминает калачевидное кресало. Данный тип кресал был распространён на всей территории Северной и Восточной Европы в IX—XI вв. Огонь, его защитные и очищающие свойства, наполняли особым значением все предметы и действия, связанные с ним, и в особенности — разведение огня. Повторяя форму реального объекта-кресала, с которым связывались мистические и магические представления, эти подвески-амулеты также несли в себе особые функции оберега. Чаще всего выполнялись они из серебра, в редких случаях — из бронзы или железа.